# Put Your Hands Up (If You Feel Love)
"Put Your Hands Up (If You Feel Love)" är en sång av australiska sångerskan Kylie Minogue, utsläppt som den fjärde singeln från hennes studioalbum Aphrodite (2010). Singeln var först släpptes i Japan den 29 maj 2011 som en digital version med en ny sång med titeln "Silence".

## Format- och låtlista
Digital EP 1
1. "Put Your Hands Up (If You Feel Love)" – 3:38
2. "Put Your Hands Up (If You Feel Love)" (Pete Hammond Remix) – 7:54
3. "Put Your Hands Up (If You Feel Love)" (Basto's Major Mayhem Edit) – 3:00
4. "Put Your Hands Up (If You Feel Love)" (Live from Aphrodite: Les Folies Tour) – 3:49
5. "Silence" – 3:42

Digital EP 2 / CD single
1. "Put Your Hands Up (If You Feel Love)" – 3:39
2. "Put Your Hands Up (If You Feel Love)" (Pete Hammond Remix Radio Edit) – 3:35
3. "Put Your Hands Up (If You Feel Love)" (Pete Hammond Remix) – 7:55
4. "Cupid Boy" (Live from London) – 5:34
5. "Cupid Boy" (Stereogamous Vocal Mix) – 6:59

The Remixes digital EP
1. "Put Your Hands Up (If You Feel Love)" (Nervo Hands Up Extended Club Mix) – 6:57
2. "Put Your Hands Up (If You Feel Love)" (Basto's Major Mayhem Mix) – 5:22
3. "Put Your Hands Up (If You Feel Love)" (Basto's Major Mayhem Dub) – 5:50
4. "Put Your Hands Up (If You Feel Love)" (Bimbo Jones Remix) – 6:02
5. "Put Your Hands Up (If You Feel Love)" (Pete Hammond Remix Edit) – 4:37